# Ulf Montanus

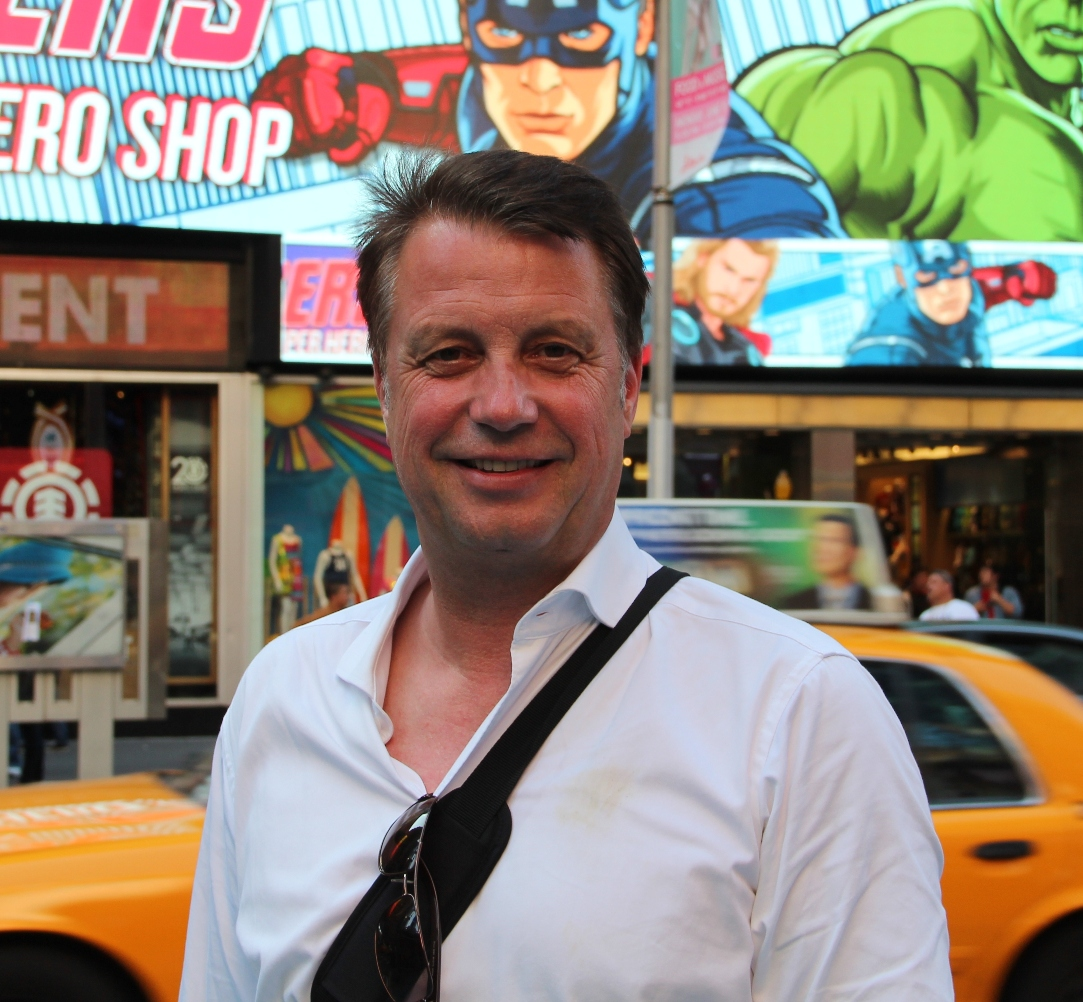
Ulf Montanus (2012)

Ulf Montanus (* 8. April 1961 in Düsseldorf) ist ein deutscher Schauspieler, Moderator, Dichter und Lokalpolitiker. Er kandidiert für das Amt des Oberbürgermeisters der Landeshauptstadt Düsseldorf zur Kommunalwahl 2025.

## Leben
Ulf Montanus machte 1981 Abitur am Institut auf dem Rosenberg in St. Gallen in der Schweiz. Nach dem Abitur war er zwei Jahre bei der Bundeswehr und absolvierte dort den Offizierslehrgang. 1990 wurde er zum Oberleutnant der Reserve ernannt. Von 1984 bis 1986 machte er eine Ausbildung zum Bankkaufmann, der eine Ausbildung zum Hörfunkjournalisten und Moderator im Jahre 1986 folgte. 1985 begann er eine Schauspielausbildung durch privaten Unterricht und VHS-Kurse. Am Stadttheater Ratingen spielte er 1985 die Hauptrolle (Egon) in dem Theaterstück für Kinder Konrad oder Das Kind aus der Konservenbüchse. 1988 spielte er beim Stadtfest Düsseldorf für das Goethe Museum die Hauptrolle (Faust) in Faust 1. Teil. Es folgten 1990 bei den Solinger Kulturtagen eine Doppelrolle (Bougrelas und Pile) in König Ubu und 1991 im Stadttheater Solingen eine Nebenrolle (Troilus) in Kein Krieg in Troja. 2002 spielte er die Hauptrolle (Pierre Brochant) in Dinner für Spinner und 2003–2004 eine Nebenrolle (Murray) in Ein seltsames Paar am Theater an der Luegallee in Düsseldorf.

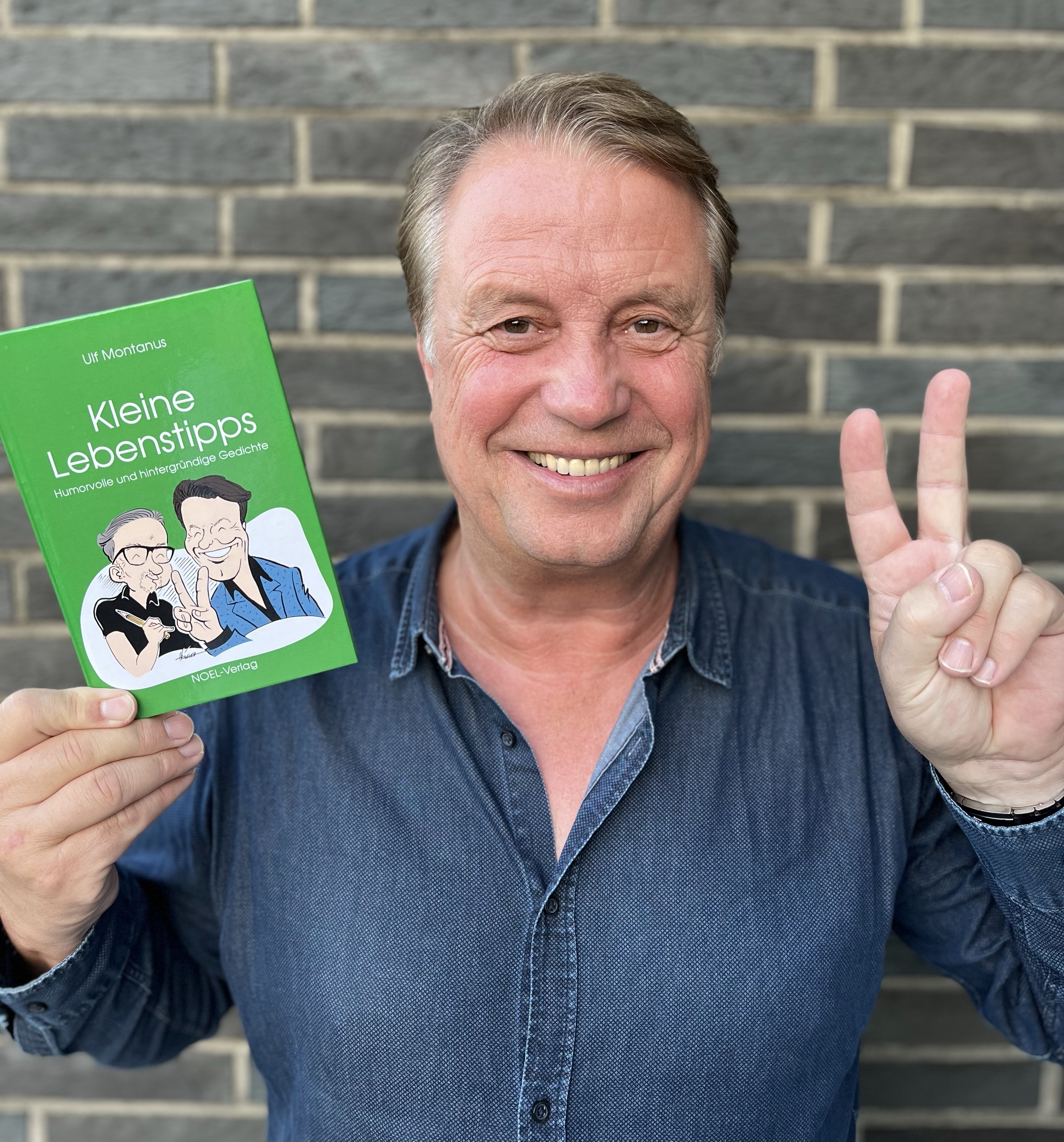
Ulf Montanus (2022)

Von 1986 bis 1987 war er als Journalist und Sprecher bei der Firma live Hörfunkredaktionsdienst in Berlin und Bonn tätig und erstellte bunte Berichte für die Rundfunksender SWF 1, UFA-RTL, BR, SDR, HR 3, NDR, WDR etc. Ende der 1980er Jahre moderierte er Veranstaltungen und auf Messen. 1991 machte Montanus eine Ausbildung zum Auktionator mit anschließender mehrjähriger Tätigkeit als Auktionator in Düsseldorf, Köln und Nürnberg.
Im Jahr 1993 hatte er seinen ersten Fernsehauftritt in der Fernsehserie Auf Leben und Tod. Er spielte danach Gastrollen in verschiedenen Fernsehserien, unter anderem Stadtklinik, Die Kommissarin, SK-Babies, Der Fahnder, Lindenstraße, Unter uns, Die Anrheiner, Drehkreuz Airport, Jede Menge Leben und Kommissar Schimpanski, und in Fernsehfilmen. Im Kinofilm Children of Wax (2005) spielte er den Police Inspector Manfred.
Von 2005 bis 2014 war er auch als Teleshopping-Moderator bei verschiedenen Fernsehsendern (QVC, QVC England, Channel 21, Der Schmuckkanal und ManouLenz TV) tätig.
Von 2012 bis 2020 war Montanus Vorstandsmitglied der FDP Düsseldorf und von 2014 bis 2020 Bezirksvertreter der Stadtteile Düsseltal, Flingern-Nord und Flingern-Süd der Landeshauptstadt Düsseldorf. Seit 2017 ist er Ratsherr der Landeshauptstadt Düsseldorf.
2020 nahm die Frankfurter Bibliothek, sein Gedicht Der Ameisenbär in ihre Edition auf. Im Jahr 2021 erschien sein Erstlingswerk Kleine Lebenshilfe – Heitere und besinnliche Gedichte im NOEL-Verlag. Sein 2. Buch Kleine Lebenstipps – Humorvolle und hintergründige Gedichte erschien 2022 ebenfalls im NOEL-Verlag.
2024 stellte der FDP-Kreisverband Düsseldorf Ulf Montanus als Oberbürgermeisterkandidaten zur Kommunalwahl 2025 in Düsseldorf auf.

## Sonstiges
2012 erhielt er die Silberne Ehrennadel der Aktion Düsseldorfer Courage für sein Eingreifen bei einem Handtaschendiebstahl, durch das die Täter gefasst werden konnten.

## Filmografie (Auswahl)
- 1993: Auf Leben und Tod
- 1994: Stadtklinik
- 1994: Die Partner
- 1994, 2004, 2019: Unter uns
- 1995, 1998, 2000, 2002, 2006, 2007: Lindenstraße
- 1996: Jede Menge Leben
- 1996: Kommissar Schimpanski
- 1997: SK-Babies
- 1997: Der Dicke und der Belgier
- 1997: Frühstück zu viert
- 1999: Die Kommissarin
- 1999: Mädchenhandel – Das schmutzige Geschäft mit der Lust
- 1999: Höllische Nachbarn
- 1999: Der Fahnder
- 1999: Anna H. – Geliebte, Ehefrau und Hure
- 1999, 2001: Die Anrheiner
- 2000: Die frechsten Seitensprünge der Welt
- 2000: Drehkreuz Airport
- 2000: Antonia – Zwischen Liebe und Macht
- 2001: Natalie – Das Leben nach dem Babystrich
- 2001: Monitor im Kreuzverhör
- 2003: Aus Liebe zu Deutschland – Eine Spendenaffäre
- 2004: PISA – Der Ländertest
- 2004: Einsatz für Ellrich
- 2005: Children of Wax
- 2006: Von Müttern und Töchtern
- 2007: Die stählerne Zeit
- 2008: Verzogen / Spoiled
- 2010: Welt hinter Glas
- 2011, 2017: Alles was zählt
- 2012: Der Mann in der Menge
- 2015: Interview mit dem Brautpaar
- 2017: Lucky Me
- 2017: Kroymann
- 2017: Wie die Frauen so ticken
- 2024: Verstehen Sie Spass?

## Fernsehmoderation (Auswahl)
- 2005: Hits aus NRW
- 2005–2008: QVC Deutschland
- 2006–2008: Der Schmuckkanal
- 2009–2010: Glück TV
- 2009: MediaShop TV
- 2010: QVC Deutschland

## Auszeichnungen
- 2012: Silberne Ehrennadel Düsseldorfer Courage.

## Belege
1. ↑  Informationen zur „Frankfurter Bibliothek“.
2. ↑  HERZLICH WILLKOMMEN. Abgerufen am 22. Oktober 2022 (deutsch).
3. ↑  [https: //www.antenneduesseldorf.de/artikel/kandidaten -fuer-duesseldorfer-oberbuergermeisterwahl-stehen -fest-2151840.html "Kandidaten für Düsseldorfer Oberbürgermeisterwahl stehen fest"] Auf: "antenneduesseldorf.de", abgerufen am 15. März 2025.
4. ↑  14 Couragierte gehen mit gutem Beispiel voran, Pressedienst der Landeshauptstadt Düsseldorf vom 25. September 2012, abgerufen am 10. Oktober 2014
5. ↑  Schauspieler fängt jugendliches Räuberduo/RP (Memento vom 17. Oktober 2014 im Internet Archive), Mitteilung der FDP-Ratsfraktion Düsseldorf vom 20. Januar 2012, zitiert aus der Rheinischen Post vom 19. Januar 2012

| Personendaten    | Personendaten          |
| ---------------- | ---------------------- |
| NAME             | Montanus, Ulf          |
| KURZBESCHREIBUNG | deutscher Schauspieler |
| GEBURTSDATUM     | 8. April 1961          |
| GEBURTSORT       | Düsseldorf             |